# Фредерик II (король Дании)
Фре́дерик II (дат. Frederik 2.; 1 июля 1534, Хадерслев — 4 апреля 1588, монастырь Антворсков, близ Слагельсе) — король Дании и Норвегии с 1 января 1559 года, из династии Ольденбургов.
Сын датского короля Кристиана III и Доротеи Саксен-Лауэнбургской.

## Годы до царствования

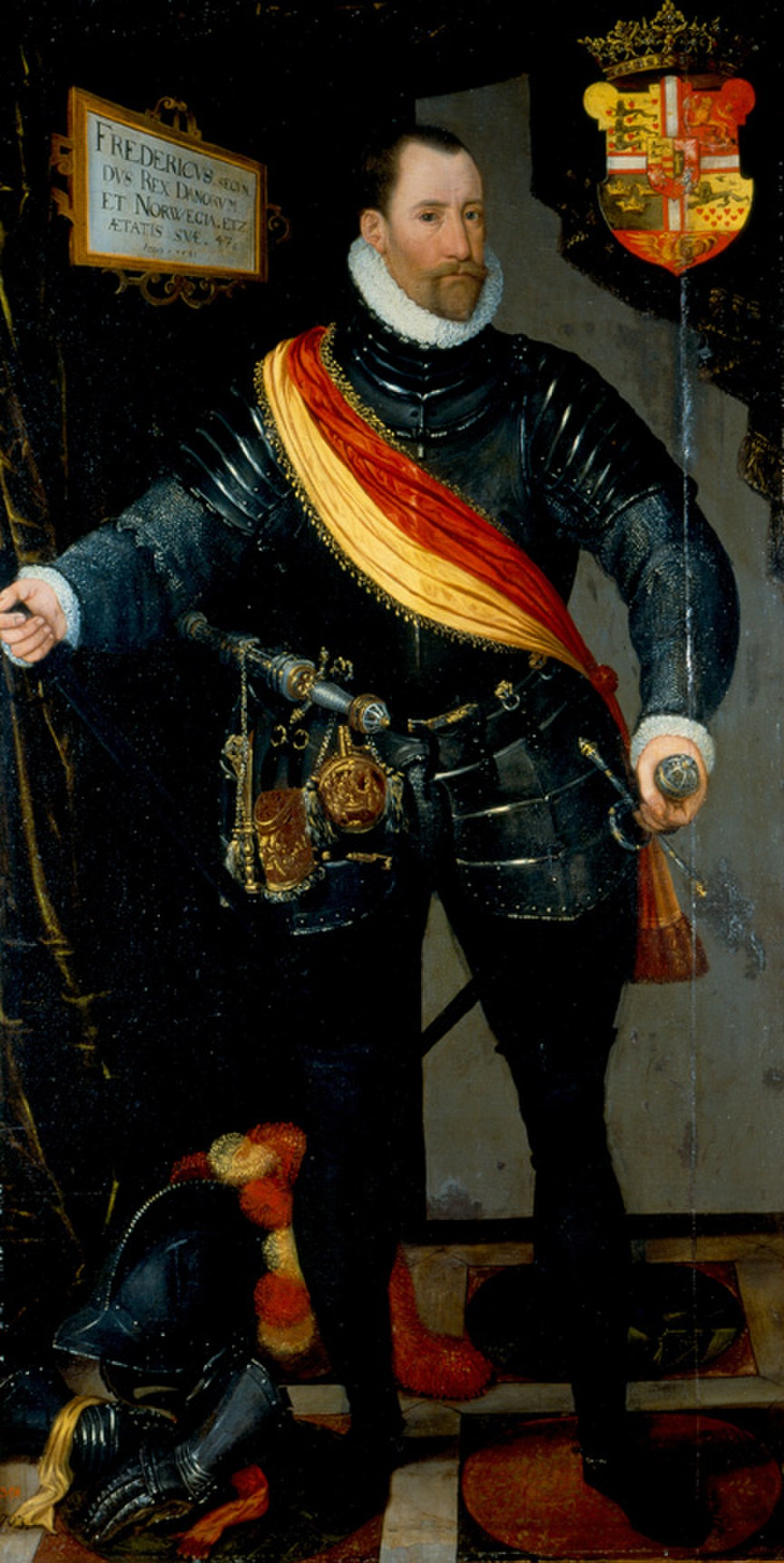

В 1542 году, после долгих переговоров отца с государственным советом, вся Дания присягнула Фредерику как наследнику престола. В 1548 году присягнула ему и Норвегия, которую он тогда посетил в первый и последний раз. Наследным герцогом Шлезвиг-Гольштейна его при жизни отца так и не выбрали.
Воспитан Фредерик был, по настоянию государственного совета, в Дании. Науками его не особенно обременяли; он вел, в кругу воспитывавшихся вместе с ним сверстников, довольно весёлую и свободную жизнь. Его заблаговременно стали посвящать в государственные дела; он участвовал в заседаниях государственного совета, входил в официальные сношения с церковью, университетом и пр.
В 1557 году он ездил в Германию и завязал дружеские сношения с немецкими князьями, дворянами и военными; многих из последних он впоследствии вызвал к себе на службу в Данию. В отличие от своего отца он был приверженцем военных идеалов и уже в юном возрасте дружил с немецкими военными. Вскоре после воцарения он одержал первую победу, завоевав Дитмаршен летом 1559 года.

## Первая половина царствования
В 1559 году скончался Кристиан III, и Фредерик стал королём Дании и Норвегии. От молодого короля можно было сначала ожидать незаурядного царствования; но его смелой, здоровой и широкой натуре недоставало рассудительности, выдержки и твердой настойчивости; отсутствие этих качеств лишь до известной степени восполнялось уменьем выбирать советников и подчиняться их руководству в серьёзных случаях. Война с Дитмаршеном, вмешательство в запутанные политические отношения прибалтийских областей, возобновление старой юнионистской политики (см. Кальмарская уния), преследовавшей объединение под одним скипетром всех трех северных государств и приведшей к кровавой войне со Швецией — вот главные события первой части царствования Фредерика.
Главный военный конфликт, в котором участвовала Дания во время его правления, была Северная семилетняя война 1563—1570 годов. Фредерик делал неудачные попытки завоевать Швецию, которая управлялась его двоюродным братом, королём Эриком XIV. Конфликт развился в чрезвычайно изнурительную войну, во время которой некоторые области Скандинавии полностью разорялись шведскими и норвежскими военными. Король лично вел в бой свою армию, но без особенного результата, что привело к ухудшению его отношений со знатью. Однако волнения в Швеции и участие в управлении Данией талантливого государственного деятеля Педера Оксе позволили улучшить положение дел. Война закончилась восстановлением статус-кво, что дало возможность Дании «сохранить лицо», но также показало ограниченность датской военной силы.

## Послевоенные годы
После войны Фредерик сохранял мир, но не отказался от попыток добиться славы морского правителя. Его внешняя политика отмечена моральной поддержкой протестантских государств (в своё время он ухаживал за английской королевой Елизаветой I, став рыцарем ордена Подвязки). Но в то же время он сохранял строгий нейтралитет.
Фредерик сосредоточился на восстановлении пострадавшей датской экономики и усилении обороны страны. Его главный советник Педер Оксе обложил налогом дворянство, взимал пошлину за проход судов через пролив Зунд в Балтийское море — важный торговый путь для экономики государств северной Европы. Доходы от взимания пошлины оказывали существенную поддержку экономике Дании, дополнительные доходы также были получены после уменьшения конкуренции со стороны торговых городов Ганзы. Стремясь усилить контроль Дании над Балтикой, Фредерик очистил от пиратов омывающие Данию моря.
В управлении государством принимали участие Педер Оксе (дат. Peder Oxe), Нильс Каас (дат. Niels Kaas), Арильд Хуитфельдт (дат. Arild Huitfeldt) и Кристофер Валькендорф (дат. Christoffer Valkendorff). Вторая часть царствования Фредерика (с 1571 года) была счастливой эпохой в истории Дании. Продолжительный мир вызвал общее процветание; престиж Дании также поднялся, как давно не бывало; королевская власть несколько усилилась.
Фредерик был покровителем наук и искусств и сторонником свободы совести. В период с 1574 по 1585 годы для защиты пролива Эресунн построил крепость Кронборг в Хельсингёре, воспетую в трагедии Шекспира «Гамлет». В 1576 году основал Фредрикстад в Норвегии. Фредерик оказывал поддержку знаменитому астроному Тихо Браге, предоставив ему в пользование остров Вен (около Копенгагена) и денежные средства на постройку обсерватории Ураниборг.
Похоронен в соборе города Роскилле.

## Браки и дети
20 июля 1572 года женился на Софии Мекленбург-Гюстровской. Дети:
- Елизавета (Elisabeth, 25 августа 1573 — 19 июня 1626) — жена герцога Генриха Юлия Брауншвейг-Вольфенбюттельского;
- Анна (Anna, 14 октября 1574 — 4 марта 1619) — жена шотландского короля Якова VI, впоследствии английского короля под именем Яков I;
- Кристиан (Christian, 12 апреля 1577 — 28 февраля 1648) — король Дании Кристиан IV;
- Ульрик (Ulrik, 30 декабря 1578 — 27 марта 1624);
- Августа (Augusta, 8 апреля 1580 — 5 февраля 1639) — жена герцога Иоганна Адольфа Гольштейн-Готторпского;
- Гедвига (Hedwig, 5 августа 1581 — 26 ноября 1641) — жена Кристиана II, курфюрста Саксонии;
- Иоганн (Johan, 9 июля 1583 — 28 октября 1602) — Иоанн-королевич, жених русской царевны Ксении Годуновой.